# Кіпніс Мирон Рафаїлович
Мирон Рафаїлович Кі́пніс (21 вересня 1913, Одеса — 21 вересня 1999, Нью-Йорк) — український скульптор і педагог; член Спілки радянських художників України з 1958 року. Чоловік Фелії, батько Алли Фальчуків.

## Біографія
Народився 21 вересня 1913 року в місті Одесі (нині Україна). Протягом 1932—1937 років навчався в Одеському художньому училищі, де його викладачами були зокрема Григорій Теннер, Данило Крайнєв, Олексій Шовкуненко. Після закінчення училища вступив на скульптурний факультет Київського державного художнього інституту, де навчався у Леоніда Шервуда, Макса Гельмана.
З 1941 року служив в Червоній армії в кавалерії. Брав участь у німецько-радянській війні. Протягом 1943–1945 років перебував у полоні.
1949 року закінчив перерване війною навчання у Київському художньому інституті і протягом 1949—1966 років викладав у Одеському художньому училищі, одночасно працював у скульптурному цеху відділення Художнього фонду України. Серед учнів: Володимир Потребенко, Кім Литвак, Андрій Соловйов, Ілля Єлуашвілі, Оксана Жникруп, Станіслав Чиж, Таїсія Судьїна.
Жив в Одесі в будинку на вулиці Червоної Гвардії, № 2, квартира 14, потім в будинку на вулиці Катерининській, № 81, квартира 1. 1993 року виїхав до США. Помер у Нью-Йорку 21 вересня 1999 року.

## Творчість
Працював в галузі станкової (переважно портрета) і монументальної скульптури. Серед робіт:
- «Раціоналізатор» (1951);
- «Першотравень» (1952, у співавторстві);
- барельєф «Взяття Хаджибея» (1953, гіпс, Одеський залізничний вокзал),
- «Колгоспниця Л. Сомова» (1954);
- «Морська піхота» (1957, гіпс тонований; Одеський художній музей);
- «Голова юнака» (1958);
- «Водолаз» (1960, гіпс тонований; Одеський історико-краєзнавчий музей);
- «У таборі смерті» (1961, литий бетон);
- «Равенсбрюк» (1961);
- «У неволі» (1964, гіпс тонований);
- «Хліб» (1969, литий бетон; 1982, шамот);

портрети
- «Підводник А. Яковлєв» (1964, епоксидна смола);
- «Ернесто Че Гевара» (1970, гіпс; Музей Че Гевари в Гавані);
- «Анатолій Луначарський» (1971, бронза; Одеський художній музей);
- «В. Г. Каверзін» (1971, шамот);
- «Філолог В. В. Петровський» (1972, гіпс);
- «Павло Волокидін» (1974, бронза);
- «Григорій Крижевський» (1977);
- «Олександр Фрейдін» (1977, гіпс);
- «Джума Джумадурди» (1977, теракота, Одеський художній музей; 1979, шамот);
- барельєф Володимира Леніна (1980, мідь кована);
- «Григорій Орджонікідзе» (1981, залізобетон).

пам'ятники
- монумент Зої Космодем'янській у Білгороді-Дністровському (1968, бетон);
- пам'ятні знаки загиблим воїнам у німецько-радянській війні в Оренбурзькій області РРФСР (1976 та 1979, залізобетон)[1];
- генералу Івану Микитовичу Інзову у Білгороді-Дністровському (1980, мідь кована, бетон)[1].

У 1950-ті роки виконав також зразки статуеток для масового виробництва (порцеляна).
Брав участь у республіканських виставках з 1953 року, всесоюзних — з 1951 року.

## У мистецтві
Живописні портрети скульптора виконали художники Григорій Крижевський та Вячеслав Токарєв.